# جيمس ويد (كرة سلة)
جيمس ويد (بالإنجليزية: James Wade)‏ مواليد 15 أغسطس 1975 في ممفيس، هو مدرب كرة سلة أمريكي ولاعب معتزل. لعب مع نادي أوستي ناد لابم. هو حاليا مدرب مساعد لمينيسوتا لينكس في الاتحاد الوطني لكرة السلة النسائية وسابقا لسان أنطونيو ستارز. يبلغ طوله 5 قدم 10 بوصة (1.8 م).

## روابط خارجية
- جيمس ويد على موقع كرة السلة الأوروبية.كوم (الإنجليزية)
- جيمس ويد على موقع بروبوليرز (الإنجليزية)
- جيمس ويد على موقع سبورتس رفرنس (الإنجليزية)